# São Cipriano (Resende)
São Cipriano ist eine Gemeinde (Freguesia) im portugiesischen Kreis Resende. In ihr leben 670 Einwohner (Stand 19. April 2021).